# Hôtel des postes de Lausanne
Pour les articles homonymes, voir Hôtel des Postes.
L'hôtel des postes de Lausanne est un bâtiment situé au centre de la ville vaudoise de Lausanne, en Suisse.

## Histoire
La place Saint-François accueillit successivement trois hôtels des Postes.
Le premier bâtiment, inauguré en 1803, résulte de la transformation de l'ancien manège adossé à l'église Saint-François. Il servira jusqu'en 1864, année de l'inauguration du second hôtel situé au numéro 1 de la place. À ce moment, le premier hôtel devient un immeuble commercial avec percement d'arcades au rez-de-chaussée.
En 1895, un concours est organisé pour construire un nouvel immeuble dans le cadre du réaménagement de la place. C'est l'architecte Eugène Jost, alors encore inconnu, qui le remporte et qui en supervise la construction entre 1896 et 1900 avec l'aide de Louis Bezencenet. Dès sa mise en service, il accueille la direction d'arrondissement pour les douanes et la Poste suisse.
En 1998, les Postes, télégraphes et téléphones (PTT) sont privatisées et divisées en deux entreprises semi-privées. Le bâtiment est attribué à Swisscom (bien qu'il continue d’habiter un grand office de La Poste). En 2003, l'immeuble est vendu à une entreprise immobilière privée. En 2023, l'Hôtel des postes pourrait changer d'affectation et devenir un espace de restauration.

## Statut patrimonial et juridique
L'ensemble du bâtiment est inscrit comme bien culturel suisse d'importance nationale.